# Maria Stattler-Jędrzejewicz
Maria Stattler-Jędrzejewicz (ur. 8 stycznia 1880, zm. 9 września 1944) – polska rzeźbiarka, poetka.

## Życiorys
Urodziła się 8 stycznia 1880. Pochodziła z rodziny o artystycznych tradycjach. Była wnuczką malarza Wojciecha Stattlera i pochodzącej z Rzymu Klementyny z domu Colonna-Zerboni (1808–1897), córką muzyka Juliusza Stattlera i Cecylii (1852–1911) oraz bratanicą rzeźbiarza Henryka Stattlera (1834–1877). Była siostrą Heleny i Klementyny.
Była rzeźbiarką (na początku XX wieku uważana za dobrze rokującą), poetką. Z uwagi na chorobę (gruźlica) nie mogła realizować w pełni swoich zamierzeń artystycznych.
29 października 1907 poślubiła w Warszawie Janusza Jędrzejewicza (1885–1951). Podczas urzędowania przez męża na stanowisku Prezesa Rady Ministrów w październiku 1933 została wybrana prezesem zarządu głównego Stowarzyszenia „Rodzina Urzędnicza” (jako następczyni Janiny Prystorowej). Rozwiedli się w 1934. Mieli syna Juliusza (1915–1943), podczas II wojny światowej żołnierza Armii Krajowej, rozstrzelanego w Warszawie przez Niemców. Zmarła 9 września 1944.

## Ordery i odznaczenia
- Krzyż Niepodległości (9 października 1933)[14]
- Krzyż Oficerski Orderu Odrodzenia Polski (11 listopada 1934)[15]